# Tha Song Yang (huyện)
Tha Song Yang (tiếng Thái: ท่าสองยาง) là huyện (amphoe) cực tây bắc thuộc tỉnh Tak, miền nam Thái Lan.

## Lịch sử
Tha Song Yang đã là một tiểu huyện (king amphoe) thuộc huyện Mae Sariang, tỉnh Mae Hong Son. Tên lúc đó là Ban Mae Moei hay Ban Mae Tawo (บ้านแม่เมย hay บ้านแม่ตะวอ). Trụ sở huyện nằm ở Tambon Tha Song Yang.
Năm 1948, chính quyền đã đưa Tha Song Yang sang huyện Mae Sot, tỉnh Tak. Năm sau, trụ sở huyện đã được dời đến tambon Mae Tan. Năm 1958 đơn vị này được nâng cấp thành huyện.

## Địa lý

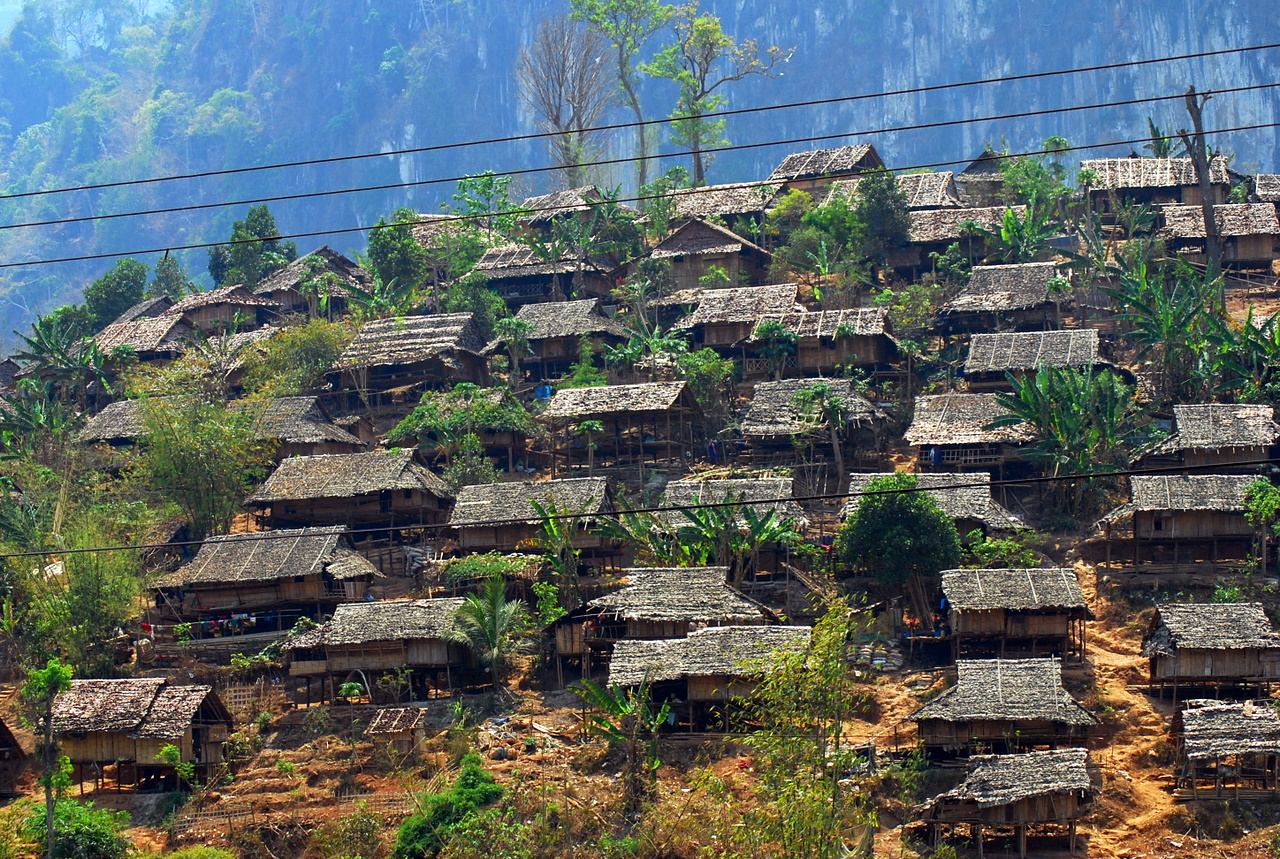
Một phần trại tỵ nạn Mae La nơi có khoảng 40.000 người Karen chạy trốn khỏi Myanmar

Các huyện giáp ranh (từ phía bắc theo chiều kim đồng hồ): Sop Moei thuộc tỉnh Mae Hong Son, Omkoi thuộc tỉnh Chiang Mai, Mae Ramat thuộc tỉnh Tak. Bên kia sông Moei là bang Kayin của Myanmar.
Vườn quốc gia Mae Moei nằm ở Tha Song Yang.
Nguồn nước chính của huyện là sông Moei.

## Hành chính
Huyện này được chia thành 6 phó huyện (tambon), các đơn vị này lại được chia ra thành 56 làng (muban). Mae Tan là một thị trấn (thesaban tambon) nằm trên một phần của tambon Mae Tan. Có 6 Tổ chức hành chính tambon.
| STT. | Tên           | Tên Thái | Số làng | Dân số |  |
| ---- | ------------- | -------- | ------- | ------ |  |
| 1.   | Tha Song Yang | ท่าสองยาง | 9       | 9.075  |  |
| 2.   | Mae Tan       | แม่ต้าน    | 10      | 10.159 |  |
| 3.   | Mae Song      | แม่สอง    | 16      | 13.835 |  |
| 4.   | Mae La        | แม่หละ    | 12      | 8.207  |  |
| 5.   | Mae Wa Luang  | แม่วะหลวง | 9       | 6.643  |  |
| 6.   | Mae U-su      | แม่อุสุ     | 10      | 13.242 |  |